# László Paál
Pour les articles homonymes, voir Paal.
Dans le nom hongrois Paál László, le nom de famille précède le prénom, mais cet article utilise l’ordre habituel en français László Paál, où le prénom précède le nom.
László Paál [ˈpaːl], né à Zam (aujourd'hui en Roumanie) le 30 juillet 1846 et mort à Charenton-le-Pont le 3 mars 1879, est un peintre hongrois.

## Biographie
Né à Zam, László Paál est l'élève de Mihály Munkácsy. Il est un représentant du courant impressionniste en Hongrie, rattaché à l'École de Barbizon pour sa production en France.
Il meurt le 3 mars 1879 à Charenton-le-Pont.

Œuvres de László Paál conservées à la Galerie nationale hongroise de Budapest
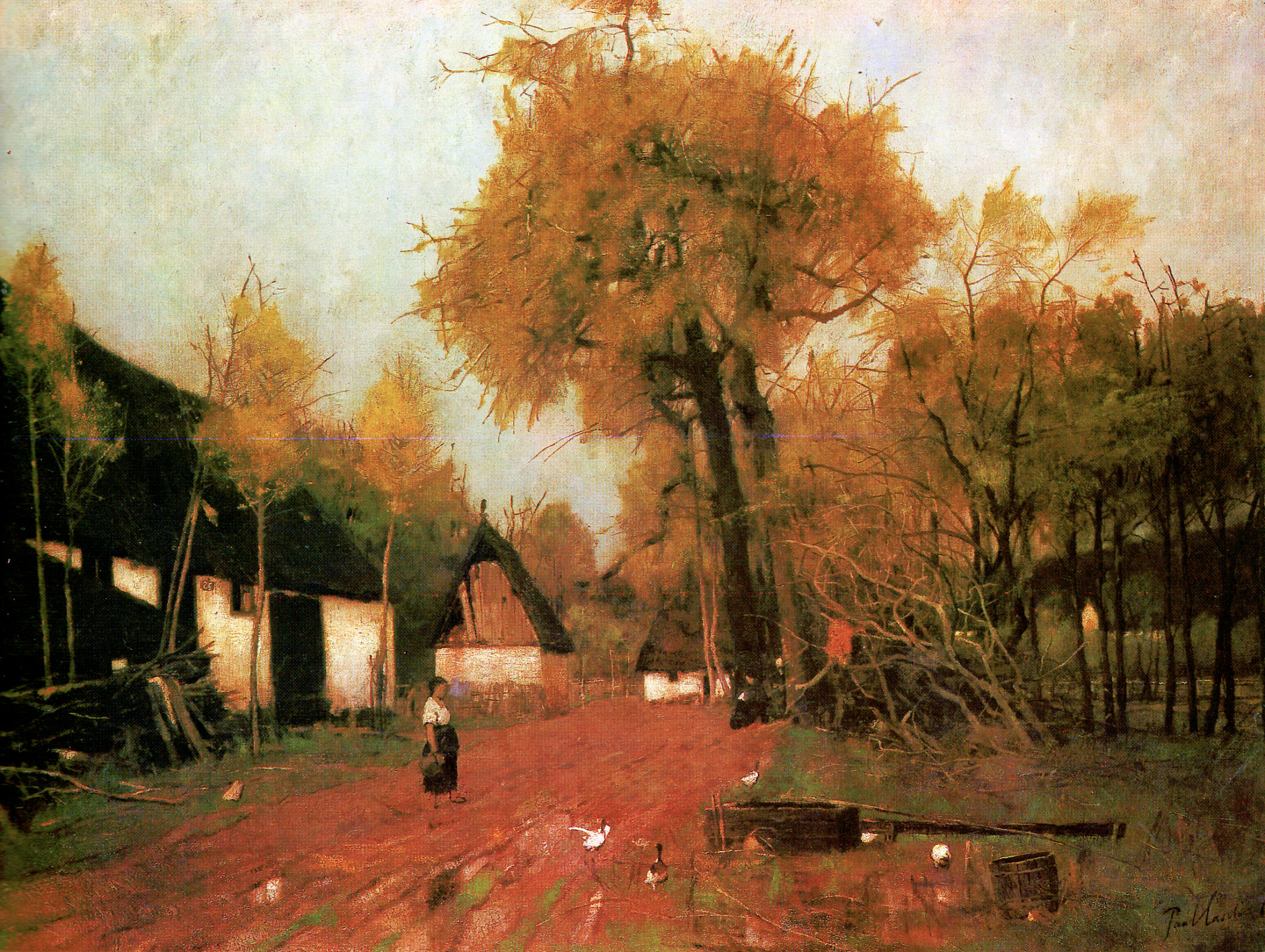
La Route de Berzov (1871).
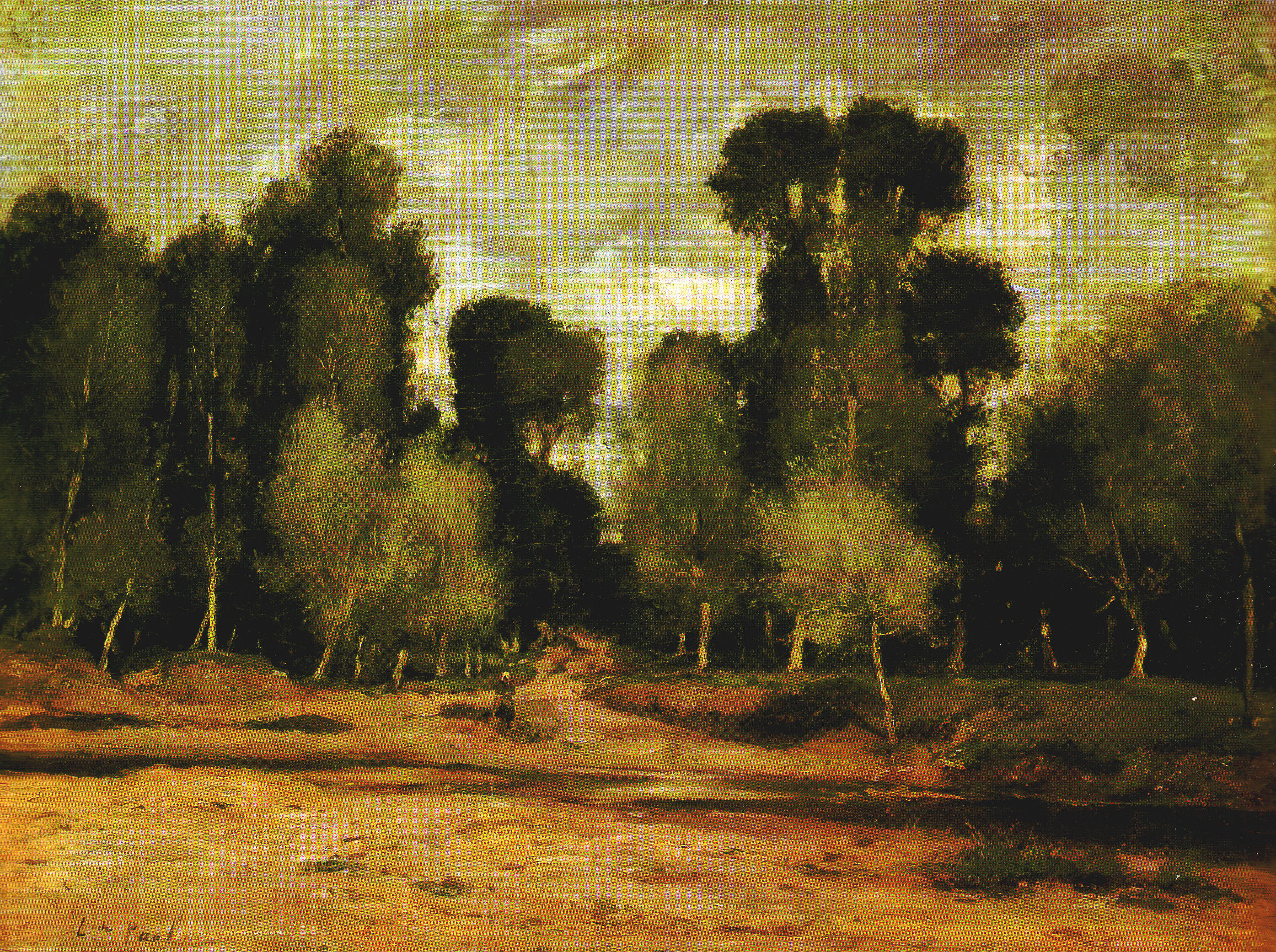
Lisière de forêt (1876).
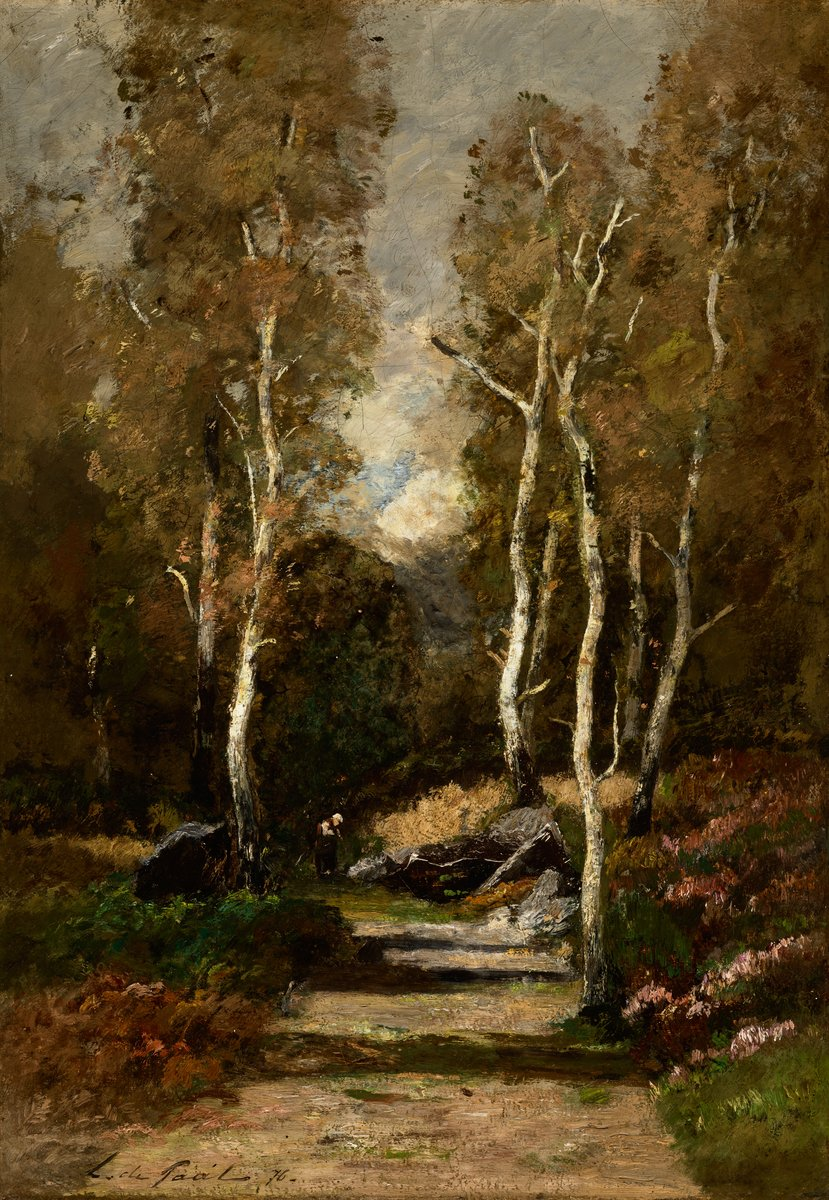
Un chemin dans la forêt (1876).
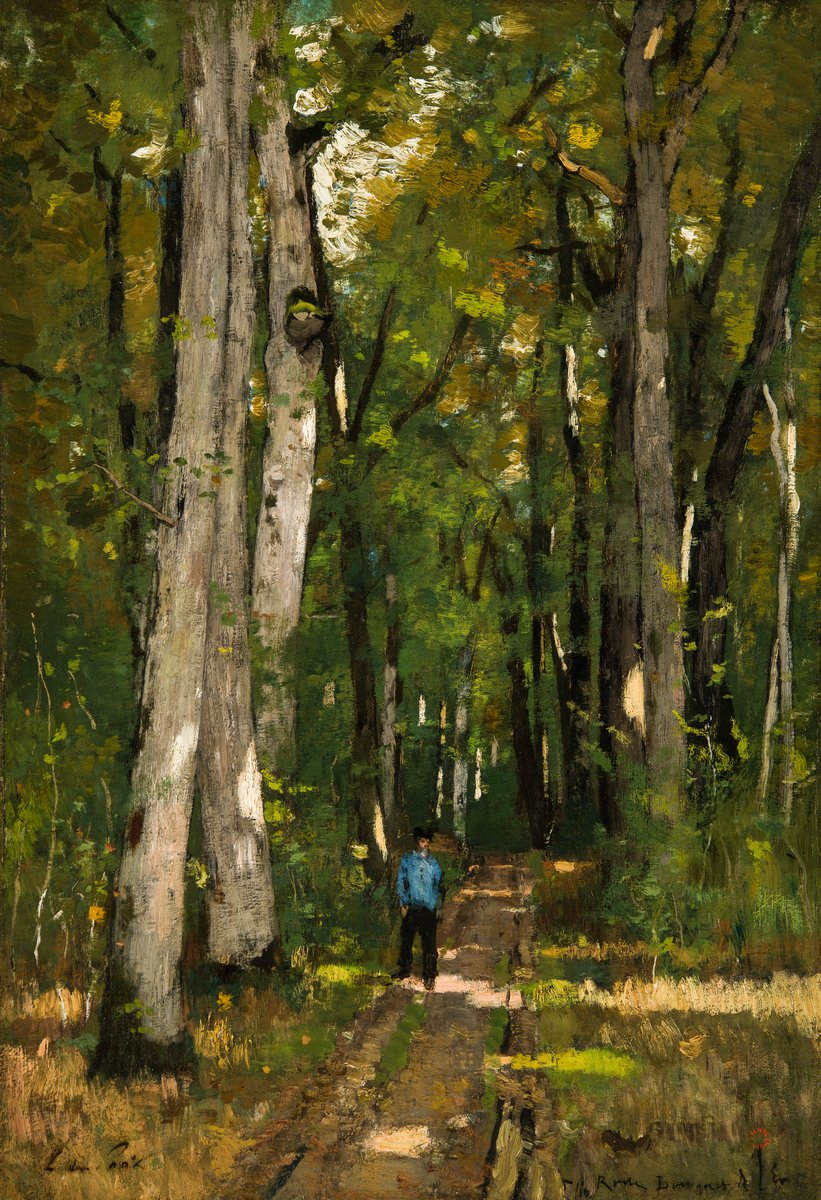
Forêt de Fontainebleau (1876).